# Complementi in latino
I complementi in latino sono espressi mediante i 6 casi (nominativo, genitivo, dativo, accusativo, vocativo e ablativo) e l'uso, in alcuni casi, di preposizioni con l'accusativo e l'ablativo.

## Tabella riassuntiva
| Funzione logica                         | Resa in latino | Esempio |
| --------------------------------------- | --- | --- |
| Soggetto                                | nominativo | Caesar pugnat [Cesare combatte] |
| Complemento oggetto                     | accusativo | Caesar pugnat Maximum [Cesare combatte Massimo] |
| Complemento predicativo del soggetto    | nominativo | Caesar diligens putatur [Cesare è ritenuto diligente] |
| Complemento predicativo dell'oggetto    | accusativo | Puto Caesarem diligentem [Reputo Cesare diligente] |
| Complemento di specificazione           | genitivo | Maximi domus [La casa di Massimo] |
| Complemento di denominazione            | prende il caso del nome generico a cui si riferisce | Urbem Romam visitant [Visitano la città di Roma] |
| Complemento di termine                  | dativo | Donum Maximo dabo [Farò un regalo a Massimo] |
| Complemento di vocazione                | vocativo | Amice, me iuva [Amico, aiutami] |
| Causa interna (soggettiva)              | ablativo | Caesar gaudio exultabat [Cesare esultava di gioia] |
| Causa esterna (oggettiva)               | ob/propter + accusativo | Caesar ob victoriam exultabat [Cesare esultava per la vittoria] |
| Causa impediente                        | prae + ablativo | Frumenta prae frigore matura non sunt [Il frumento non è maturo per il freddo] |
| Causa come punto di origine di qualcosa | ex/de/ab + ablativo | Deis ab imo corde gratias ago [Rendo grazie agli dei dal profondo del cuore] |
| Complemento di causa efficiente         | ablativo | Arbor vento depelletur [L'albero è abbattuto dal vento] |
| Complemento d'agente                    | a/ab + ablativo | Messes ab agricola rescintur [Le messi sono tagliate dall'agricoltore] |
| Complemento di limitazione              | ablativo | Excellebat Aristides abstinentia [Aristide eccelleva quanto a moderazione] |
| Complemento di compagnia o di unione    | cum + ablativo | Ancilla aquam cum vino portat [L'ancella porta acqua con il vino] |
| Complemento di argomento                | de + ablativo nominativo (quando esprime il titolo di un'opera o di un libro) | Philosophi de anima fatoque hominis disceptant [I filosofi discutono sull'anima e sul destino dell'uomo] Liber Laelius sive De amicitia scribitur a Cicerone [Il libro "Lelio" o "Sull'amicizia" è scritto da Cicerone]                                     |
| Complemento di materia                  | e/ex + ablativo; aggettivi corrispondenti al nome a cui si riferiscono (aurum, argentum) | Poculum ex auro pater emit [Il padre compera una coppa d'oro] |
| Complemento di mezzo                    | ablativo o per + accusativo (se individuato da persone) | Victoria athletae tuba nuntiatur [La vittoria dell'atleta è annunciata con la tromba] |
| Complemento di fine                     | ad + accusativo | Caesar legionem evocavit ad proximum bellum [Cesare richiamò la legione per la guerra imminente] |
| Complemento di fine                     | dativo | Omnes libertati certabant [Tutti lottavano per la libertà] |
| Complemento di fine                     | genitivo seguito da causā/gratiā | Mundus hominum causa creatus est [Il mondo fu creato per gli uomini] |
| Complemento partitivo                   | Genitivo semplice e/ex + ablativo; inter/apud + accusativo | Minerva doctissima dearum est [Minerva è la più dotta tra le dee] Lucius sedulissimus ex pueris est [Lucio è il più diligente tra i bambini] Homerus Hesiodusque antiquissimi inter poetas Graecos sunt [Omero e Esiodo sono i più antichi dei poeti greci] |
| Complementi di stato in luogo           | in + ablativo / genitivo locativo (piccole isole o città di prima o seconda declinazione / ablativo (nomi di terza, quarta e quinta declinazione) | Beluae in silvis vivunt [Le belve vivono nei boschi] |
| Complementi di moto a luogo             | in, se si indica un'entrata, ad, se si indica un avvicinamento, + accusativo | Agricola ad silvam contendit [Il contadino si dirige verso il bosco] |
| Complementi di moto da luogo            | a/ab, se c'è un allontanamento, e/ex se c'è un'uscita (dal chiuso all'aperto), de, se il moto avviene dall'alto verso il basso + ablativo (a ed e si usano con parole che iniziano per consonante, ab ed ex con quelle per vocale)                                       | A lacu abiit. [Si allontanò dal lago.] Marcus de planta decidit. [Marco cade dalla pianta.] Mediolano venio. [Vengo da Milano.] Metellus ab Africa decedit. [Metello parte dall'Africa.] Tullius e castris excedit. [Tullia esce dall'accampamento.]        |
| Complementi di moto per luogo           | per + accusativo | Per flumen ivi. [Andai per il fiume.] |
| Complemento di vantaggio/svantaggio     | dativo, se significa "in difesa di", pro + ablativo, se significa "contro di", in/contra + accusativo | Non scholae sed vitae discimus [Non impariamo per la scuola, ma per la vita] |
| Complemento di modo                     | cum + ablativo. Se il complemento è accompagnato da aggettivo il cum può essere omesso o interposto fra aggettivo e sostantivo | Vixit magna cum integritate [Visse con grande onestà] |
| Complemento di tempo determinato        | ablativo | Prima luce Romam venit [Arrivò a Roma all'alba] |
| Complemento di tempo continuato         | per + accusativo accusativo | Bellum (per) decem annos tenuit [La guerra durò dieci anni] |
| Complemento di estensione               | Accusativo | Fossa duodetriginta pedes lata erat [La fossa era larga ventotto piedi] |
| Complemento di età                      | Accusativo plurale (con numerale cardinale), seguito dal participio natus Accusativo singolare (con numerale ordinale aumentato di una unità), seguito dal participio agens Genitivo, purché preceduto dai sostantivi puer, puella, adulescens, vir, mulier, senex, ecc. | Marius undeviginti annos natus profectus est [Mario è partito a diciannove anni] Marius vicesimum annum agens profectus est [Mario è partito a diciannove anni] Marius, adulescens undeviginti annorum, profectus est [Mario partì a diciannove anni]       |
| Complemento di paragone                 | quam + il caso del primo termine o ablativo | Cervi velociores sunt quam canes. Cervi canibus velociores sunt [I cervi sono più veloci dei cani] |
| Complemento di qualità                  | genitivo o ablativo (per qualità morali), ablativo (per qualità fisiche) | Homo est magnae virtutis (magna virtute) [È un uomo di grande valore] |
| Complemento di colpa                    | genitivo preceduto o no dagli ablativi crimine (di delitto) o nomine (sotto l'imputazione) | Miltiades proditionis accusatus est [Miliziade fu accusato di tradimento] |
| Complemento di pena                     | genitivo se la pena è generica (al doppio, al triplo, ecc.) o ablativo se la pena è determinata | Antiquitus feneratores multabantur dupli vel tripli quam furati erant [Anticamente gli usurai venivano condannati al doppio o al triplo] Cimon decem annorum exsilio multatus est [Cimone fu condannato all'esilio di dieci anni]                           |
| Complemento di stima                    | il genitivo quando la stima è indeterminata (molto, poco, tanto, assai, ecc.) o l'ablativo quando è determinata. | Sextilius magni aestimabat pecuniam [Sestilio faceva gran conto del denaro] Lis centum talentis aestimatur [La multa è stimata cento talenti] |
| Complemento di prezzo                   | ablativo | Emi domum sestertiis quindecim [Comprai la casa a quindicimila sesterzi] |
| Complemento di abbondanza e privazione  | ablativo | Paulus pecuniā refertus erat [Paolo era ben fornito di denaro] |
| Complemento di esclusione               | sine + l'ablativo o praeter + accusativo | Petrus sine amicis est [Pietro è senza amici] Praeter eum omnes venient [Tranne lui tutti verranno] |
| Complemento di distanza                 | In accusativo il termine con cui si determina la distanza; in a, ab + l'ablativo il luogo da cui si computa la distanza | Hadrumetum abest a Zama milia passuum trecenta [Adrumeto dista da Zama trecento miglia] |
| Complemento di scambio o sostituzione   | pro + l'ablativo | Pro collegio respondit [Rispose a nome del collegio] |
| Complemento di misura                   | ablativo | Hibernia insula dimidio minor quam Britannia est [l'isola d'Irlanda è della metà più piccola della Bretagna] |

## I complementi diretti
I complementi diretti sono quei complementi che si legano direttamente al verbo. Essi sono essenzialmente il soggetto, chi compie l'azione espressa dal verbo, e il complemento oggetto, chi riceve l'azione espressa dal verbo (quando il verbo è predicativo).

### Il soggetto
Il soggetto della frase è chi compie l'azione espressa dal verbo, oppure colui/ciò di cui si predica un modo di essere; viene espresso in caso nominativo. Il soggetto in latino può essere omesso se esso è deducibile dal contesto, data la ricca coniugazione dei verbi. Vediamo un esempio, con il soggetto in grassetto.
| «Cicero optimus ex oratoribus erat. »     |
| «Cicerone era il migliore degli oratori.» |

L'eccezione alla regola sta nelle proposizioni infinitive, dove il soggetto, che salvo rari casi deve sempre essere espresso, va in accusativo, e lo stesso vale per gli elementi ad esso correlati, come la parte nominale, il predicativo o eventuali attributi e apposizione. Questa eccezione non vale però per il verbo videor (sembrare), che vuole l'infinito con il nominativo di parti nominali e predicativi del soggetto (il soggetto dell'infinito di solito non è espresso).
| «(Ego) puto Lydiam pulcherrimam puellam esse. »      |
| «(Io) ritengo che Lidia sia una bellissima ragazza.» |

Il soggetto Ego può non essere espresso perché il verbo puto ci dice chiaramente che il soggetto è la prima persona singolare.
| « Tu videris mihi esse bonus.» |
| « Mi sembra che tu sia buono.» |

### Il complemento oggetto
Il complemento oggetto è chi subisce direttamente l'azione espressa da un verbo attivo; viene espresso in accusativo.
| «Dum ambulat, Darius Marium et Fabiam videt.» |
| «Mentre cammina, Dario vede Mario e Fabia.»   |

| «Semper habebo spem.»   |
| «Avrò sempre speranza.» |

Se nelle frasi infinitive, che vogliono, come abbiamo visto, il soggetto in accusativo, è presente un complemento oggetto, è preferibile volgere la frase al passivo qualora si possa ingenerare confusione tra gli accusativi del soggetto e dell'oggetto, e se la frase è attiva è meglio porre prima il soggetto e poi l'oggetto, in conformità con la tendenza SOV della lingua latina.
| Lucius dixit Iulium Tulliam amare. |
| o meglio: Lucius dixit Tulliam ab Iulio amari. |
| Lucio ha detto che Giulio ama Tullia / che Tullia è amata da Giulio. Il complemento dell'oggetto interno è espresso mediante un sostantivo della radice stessa del verbo, come: somniare somnium, vivěre vitam, pugnare pugnam, ecc. Un caso particolare di complemento oggetto è costituito dall'accusativo alla greca o di relazione. Il sostantivo, che è determinato da un aggettivo o da un participio, si pone in accusativo, invece che in ablativo di limitazione. - Frontem tergaque et latus tuti [Protetti la fronte, le spalle e il fianco] |

### Complemento predicativo del soggetto e nome del predicato
Il nome del predicato e il complemento predicativo del soggetto, in latino, si rendono con il caso nominativo. Questa costruzione è chiamata doppio nominativo.
| «Claudia puella est. »   |
| «Claudia è una ragazza.» |

Claudia è il soggetto, puella la parte nominale.
| «Marcus 'consul' creatus est.» |
| «Marco è stato fatto console.» |

Marcus è il soggetto, consul il suo predicativo.

### Complemento predicativo dell'oggetto
Il complemento predicativo dell'oggetto, in latino, si rende con il caso accusativo. Questa costruzione è chiamata doppio accusativo.
| «Comitii Aemilium consulem creaverunt.» |
| «I comizi elessero Emilio console.»     |

Aemilium è il complemento oggetto, consulem il suo predicativo.

### Il complemento di vocazione
Il complemento di vocazione esprime l'invocazione a qualcosa o qualcuno, di solito espressa in un inciso. Il suo caso è appunto il vocativo, che può essere preceduto da o oppure oh.
| «O Claudia, redde mihi cor!»         |
| «O Claudia, restituiscimi il cuore!» |

| «Mi care fili, nemo perfectus est. »   |
| «Caro figlio mio, nessuno è perfetto.» |

| «Usque ad mortem, Galli, contra vos pugnabo.»      |
| «Galli, combatterò contro di voi fino alla morte.» |

| «Quousque tandem abutere, Catilina, patientia nostra?»     |
| «Fino a quando, Catilina, abuserai della nostra pazienza?» |

Si noti che il complemento di vocazione è staccato dal resto della frase, non ha legami grammaticali con essa. Anche per questo tante volte il vocativo non è nemmeno considerato un vero e proprio caso.
I pronomi (tranne i pronomi personali di 2ª persona singolare e plurale) non hanno vocativo e perciò non possono assumere la funzione di complemento di vocazione.

## I complementi indiretti

### Il complemento di specificazione
Il complemento di specificazione esprime un possesso o una precisazione riguardo al nome a cui di riferisce; va espresso in genitivo.
- Ecce Caesaris heres. [Ecco l'erede di Cesare.]
- Poenorum legati Romam pervenerunt. [Gli ambasciatori dei Cartaginesi arrivarono a Roma./

Con i pronomi personali di prima e seconda persona possono essere usati sia i genitivi (mei, nostri, tui, vestri) sia gli aggettivi possessivi correlati (meus, -a, -um; tuus, -a, -um; nostrer, -tra, -trum; vester (voster), -tra, -trum). Per la terza persona si usa l'aggettivo possessivo (suus, -a, -um) se la specificazione è riferita al soggetto, il genitivo (eius, eorum, earum) altrimenti.
Quando si vuole indicare il dovere di qualcuno, si usa il genitivo della persona senza altri elementi.
- Tuus est legĕre, meus intelligĕre. [Il tuo dovere è leggere, il mio capire.]

Il genitivo di pertinenza o convenienza indica la persona o la cosa cui conviene, si addice fare qualcosa.
- Est consulis exercitum ducĕre [È proprio, (è dovere) del console guidare l'esercito]
- Est adulescentis maiores natu vereri [È dovere del giovane rispettare i più vecchi]

Se in unione con il sostantivo vi fosse un possessivo, questo si pone al neutro.
- Est meum, tuum, illīus, nostrum, vestrum scire quid sint facturi [È mio, tuo, nostro, vostro dovere sapere che cosa faranno]
- Est illorum vigilare [È loro dovere vigilare]

Il pronome dimostrativo neutro (illud, quello; hoc, questo) seguito dal genitivo di specificazione con un nome proprio significa "quel famoso detto di...".
- Mihi illud Solonis venit in mentem [Mi viene in mente quel famoso detto di Solone]

Il complemento di specificazione epesegetico o genitivo epesegetico è un sostantivo specifico aggiunto ad uno generico per fornire una determinazione particolare.
- Nomen amicitiae [Il nome amicizia]
- Verbum legendi [Il verbo leggere]

### Il complemento partitivo
Il complemento partitivo indica il tutto di cui viene considerata solo una parte. Si esprime con il genitivo o con e, ex e l'ablativo o con inter/apud e l'accusativo. Questo complemento si trova sempre dopo i superlativi relativi.
- Hostium (ex hostibus) magna pars profligata est. [Una grande parte dei nemici fu sconfitta]
- Tuorum amicorum (e tuis amicis) munificentissimus Petrus est. [Il più generoso dei tuoi amici è Pietro]
- Homerus Hesiodusque antiquissimi inter poetas Graecos sunt [Omero e Esiodo sono i più antichi dei poeti greci]

Più precisamente il complemento partitivo si trova con i sostantivi di quantità (copia, multitudo, numerus, pars, ecc.), con i numerali e con i pronomi.
- Militum pars incolumis in castra pervenit [Una parte dei soldati giunse sana e salva nell'accampamento]
- Septimus atque ultimus regum [Il settimo ed ultimo dei re]
- Quis vestrum? [Chi di voi?]
- Nemo mortalium [Nessuno dei mortali]

### Il complemento di denominazione
Mentre in italiano il complemento di denominazione è un vero e proprio complemento, in latino esso appare come una semplice apposizione al nome a cui si riferisce e si traduce ponendolo al caso del nome a cui è riferito. 
- Urbs Roma est maxima. [La città di Roma è molto grande.]

### Il complemento di termine
Il complemento di termine, che esprime ciò a cui è destinata o a cui si rivolge l'azione, va in dativo.
- Tibi magnas divitias dabo. [Ti darò grandi ricchezze.]
- Ne indixeris bellum Caesari! [Non dichiarare guerra a Cesare.]
- Puella dat magistrae librum. [La ragazza dà il libro alla maestra.]

In latino esiste il dativo di possesso con il verbo sum. Indica un possesso da parte di qualcuno ed è un costrutto inesistente nella lingua italiana che invece utilizza il verbo avere.
- Romanis multi hostes erant = i Romani avevano molti nemici. Paulo parva pecunia est = Paolo ha poco denaro.

Quando si indica l'effetto a cui giunge l'azione espressa dal predicato si ha un dativo di effetto. Ciò avviene con espressioni quali saluti esse (essere di salvezza), auxilio esse (essere di aiuto), ludibrio esse (essere oggetto di scherno) ecc.
Il complemento di termine può essere anche un dativo etico quando indica la persona che è moralmente interessata all'azione espressa dal verbo.
- Quid mihi Celsus agit? [Che cosa mi fa di bello Celso?]

Si ha il dativo di interesse (dativus commŏdi o incommŏdi) quando si vuole indicare la persona o la cosa a vantaggio o a svantaggio della quale si compie una data azione, e risponde alla domanda: per chi? (= a vantaggio di chi?).
- Non solum nobis divites esse volumus, sed liberis, propinquis, amicis (Cicerone). [Desideriamo essere ricchi non solo per noi, ma per i figli, per i parenti e per gli amici].

### Il complemento di mezzo o strumento
Il complemento di mezzo esprime lo strumento, il mezzo attraverso cui viene compiuta l'azione; ha due forme.
Se si riferisce a oggetti inanimati, va in ablativo semplice, cioè senza preposizioni, residuo questo del caso indoeuropeo chiamato strumentale.
- Omnia auro obtinentur. [Con l'oro si ottiene tutto.]
- Ulixes ingenio Troianos fefellit. [Ulisse ingannò i Troiani per mezzo dell'ingenio.]
- Miles pugnat hasta. [Il soldato combatte con la lancia.]

Se si riferisce ad una persona o a un animale, si usa il costrutto per + accusativo.
- Delphos litteras per duos legatos mittam. [Manderò una lettera a Delfi per mezzo di due ambasciatori.]

Reggono l'ablativo strumentale i seguenti verbi deponenti: utor (mi servo, uso), fruor (fruisco di), fungor (eseguo, adempio), potior (mi impadronisco) e vescor (mi nutro di). Il verbo potior regge il genitivo nell'espressione potiri rerum (impadronirsi del potere).
- Vestro consilio utemur [Ci serviremo del vostro consiglio]
- Hostes urbe potiti sunt [I nemici s'impadronirono della città]

Alcune locuzioni particolari richiedono l'ablativo strumentale: accipĕre hospitio (accogliere in ospitalità); afficĕre poena; laude ecc. (castigare, lodare, ecc.); canĕre fidibus, tibiis (suonare la cetra, il flauto); ire pedibus (andare a piedi); lacessĕre proelio (provocare a battaglia); ludĕre pilā, aleā (giocare a palla, ai dadi, ecc.); tenēre castris (trattenere nell'accampamento); tenēre memoriā (ritenere a memoria); vehi curru, equo (viaggiare in carrozza, a cavallo); lapidĭbus, sanguine pluĕre (piovere pietre, sangue); sudore manare (grondare di sudore); tecto accipĕre, invitare (accogliere, invitare a casa); silvis, castris se tenēre, occultare, abdĕre (tenersi, nascondersi, occultarsi nelle selve, nell'accampamento).
L'espressione impersonale opus est (bisogna, occorre) regge l'ablativo strumentale della cosa di cui si ha bisogno e il dativo della persona che ha bisogno. La costruzione impersonale è obbligatoria quando al proposizione è negativa o interrogativa retorica. Quando opus est è seguita da un verbo, questo va all'infinito (Esempio: Proficisci opus est = bisogna partire).
- Magis ingenio quam libris opus est vobis.[Voi avete più bisogno d'ingegno che di libri]. Nihil opus fuit tam multis verbis = Non c'era affatto bisogno di tante parole.(Cicerone)

### Il complemento di modo o maniera
Il complemento di modo esprime la maniera con cui è compiuta l'azione. Per esso va usato il costrutto cum + ablativo. Se però è presente un aggettivo, o esso si pone prima del cum oppure quest'ultimo viene omesso lasciando il complemento in ablativo semplice.
- Catilina cum furore pugnabat. [Catilina combatteva con furore.]
- Domum ivi magna cum celeritate o magna celeritate. [Andai a casa con grande velocità.]

Il complemento di modo può essere sostituito da un avverbio di modo.
- Mater puero cum dulcedine canebat. [La madre cantava al bambino con dolcezza.], oppure Mater puero dulciter canebat. [La madre cantava dolcemente al bambino.]

L'ablativo semplice è usato sempre con i sostantivi che già di per sé indicano "modo", perciò abbiamo le seguenti espressioni: ratione (sistematicamente); modo et ratione (con misura e ragione); more maiorum (secondo l'usanza degli avi); pecudum ritu (a guisa delle bestie), ecc.
L'ablativo semplice è usato anche con i sostantivi utilizzati in senso avverbiale: iure o iure meritoque (giustamente); iniuriā (a torto); vi (con prepotenza), consilio (di proposito), immerito (immeritatamente); silentio (in silenzio); ordine (con ordine); ratione et viā (con rigore di metodo); vitio (illegalmente), ecc.
Esprimono un complemento di modo anche locuzioni quali per vim (per forza); per fraudem, per dolum (con frode); per iocum (per scherzo); per speciem (sotto l'apparenza); mirum in modum (in modo meraviglioso); ad hunc modum (a questo modo), ecc.

### I complementi di compagnia e unione
Il complemento di compagnia è usato con le persone e gli animali, quello di unione con ciò che è inanimato. In ambedue i casi il costrutto usato è cum + ablativo; possono essere usate le locuzioni prepositive simul cum e una cum, cioè insieme con.
- Veniam domum cum fratre meo. [Verrò a casa con mio fratello.]
- Pervenit cum multis floribus in dextera manu. [Arrivò con molti fiori nella mano destra.]
- Hic simul cum Aethra stabo. [Starò qui con Etra.]
- Musam cum psalterio vidi. [Vidi una Musa con un'arpa.]

Con i pronomi di persona, il cum diventa un'enclitica che si attacca all'ablativo. Un residuo di questa forma è rimasto in italiano nelle parole meco, teco e seco.
- Ego tecum stabo si tu mecum stabis. [Io starò con te se tu starai con me.]
- Dei semper nobiscum sunt. [Gli dei sono sempre con noi.]
- Mala semper vobiscum sunto! [I mali saranno sempre con voi.]
- Marcus et Lydia secum illum canem tinuerunt. [Marco e Lidia tennero il cane con sé.]
- Hera semper sola est: numquam Iuppiter eacum est! [Era è sempre sola: Giove non è mai insieme a lei!]

Se si vuole esprimere una non compagnia o una non unione si usa, al posto di cum, sine (senza).
- Nemo sine amicis felix est. [Nessuno è felice senza amici.]

### I complementi di argomento
Il complemento di argomento è utilizzato quando si vuole indicare l'oggetto di cui si parla o si scrive e in italiano risponde alle domande: di quale argomento? intorno a quale argomento?
In latino il complemento di argomento si trova espresso con de + ablativo.
- Marcus saepe cum amicis suis de philosophia disceptat [Marco discute spesso di filosofia con i suoi amici.]
- Philosophus de antiquis fabulis narrabat [Il filosofo narrava di antiche leggende.]
- De gustibus disputandum non est [Sui gusti non si deve discutere.]

Inoltre il complemento di argomento viene utilizzato per definire i titoli delle opere letterarie, dato che il titolo ha la funzione di specificare l'argomento del testo. In latino il titolo è formulato con l'ablativo di argomento e/o il nominativo.
- De otio [L'ozio dialogo del filosofo Seneca]
- Lupus et Agnus [Il lupo e l'agnello fiaba dello scrittore Fedro.]
- Laelius, de amicitia [Lelio, sull'amicizia opera di Marco Tullio Cicerone.]
- De Bello Gallico

### I complementi di agente e causa efficiente
Il complemento di agente e quello di causa efficiente sono usati nelle frasi passive e rappresentano quello che sarebbe il soggetto se la frase fosse attiva (mentre il soggetto in quella passiva è l'oggetto di quella attiva).
Il complemento d'agente è usato con persone e animali e usa il costrutto a/ab (o abs) + ablativo (a è usato con parole inizianti per consonante, ab e abs con quelle che cominciano per vocale).
- Carthago a Romanis deleta est. [Cartagine fu distrutta dai Romani.]
- Granus ab avibus editur. [Il grano viene mangiato dagli uccelli.]

Il complemento di causa efficiente è usato invece per ciò che è inanimato e va in ablativo semplice.
- Multi homines dolore necati sunt. [Molte persone sono state uccise dal dolore.]
- Animalia fulminibus tronituisque terrentur. [Gli animali sono spaventati dai fulmini e dai tuoni.]

Alcuni sostantivi di cose inanimate, quali natura, fortuna, voluptas, terra, lex, Amor (inteso come divinità), quando sono complementi di agente si trovano spesso con a, ab e l'ablativo in quanto sono sentiti come personificati. 
- Nostri milites a fortunā deserti sunt [I nostri soldati furono abbandonati dalla sorte]

### Il complemento di limitazione
Il complemento di limitazione serve ad indicare entro quali limiti o sotto quale aspetto si deve intendere un'affermazione, e si traduce con l'ablativo.
- Agesilaus nomine, non potestate rex fuit [Agesilao fu re di nome, non in quanto a potere]

Ha valore di limitazione l'ablativo natu, di età, unito agli aggettivi grandis, maior, maximus, ecc. 
- Filius maior natu [Il figlio maggiore]

Hanno valore di complemento di limitazione le seguenti espressioni: eo consilio, meo iudicio, mea sententiā, a mio parere; nomine (di nome); re (di fatto); specie (in apparenza); meo arbitratu (a piacer mio), ecc.
Vogliono pure l'ablativo di limitazione gli aggettivi dignus, degno, e indignus, indegno (se questi aggettivi sono invece seguiti da una proposizione, questa si svolge in proposizione relativa espressa da qui, quae, quod e il congiuntivo del verbo).
- Marius dignus magnis laudibus est [Mario è degno di grandi lodi]
- Marius dignus est qui laudetur [Mario è degno di essere lodato]

### Il complemento di causa
Il complemento di causa esprime il motivo dell'azione; in latino può essere espresso in vari modi a seconda delle circostanze.

#### Causa interna
Quando la causa proviene direttamente dal soggetto, si dice che è una causa interna e per essa si usa l'ablativo semplice.
- Milites firmi terrore stabant. [I soldati stavano fermi per il terrore.]
- Zito flebam. [Piangevo per Zito.]

#### Causa esterna
Quando la causa non proviene dal soggetto, è detta causa esterna e in questo caso si usa il costrutto ob/propter + accusativo.
- Multi patiuntur ob paucorum inopiam. [Molti patiscono per l'inoperosità di pochi.]
- Gratias agimus tibi propter magnam gloriam tuam. [Ti rendiamo grazie per la tua gloria immensa.][7]

#### Causa impediente
Quando la causa impedisce di compiere un'azione è detta causa impediente e per essa va usato il costrutto prae + ablativo. La causa impediente si trova in frasi negative.
- Prae nive milites non profecti sunt. [A causa della neve i soldati non sono partiti.]
- Non rideo prae dolore meo. [Non rido a causa del mio dolore.]

#### Causa finale
Quando la causa dell'azione corrisponde al suo scopo, è detta causa finale e per essa si usa il genitivo seguito da causā o gratiā (che erano in origine ablativi).
- Vestri boni causa id vobis non dicam. [Per il vostro bene non ve lo dirò.]

#### Causa in senso d'origine
Quando la causa è intesa come l'origine di qualcosa, essa diventa un complemento di origine o di provenienza e perciò va espresso con a/ab, e/ex, de + ablativo.
Vedere I complementi d'origine e d'allontanamento.

#### Osservazione
Sono da ricordare alcuni ablativi di causa: iussu (per comando); iniussu (senza l'ordine), impulsu (per impulso); hortatu (per esortazione); rogatu (per richiesta), ecc.

### Il complemento di fine
Il complemento di fine indica lo scopo per cui si compie l'azione. In latino può essere reso in tre modi.
Il primo modo usa il costrutto ad /in + accusativo.
- Ulixes duas noctes cogitavit ad cladem Troiae. [Ulisse pensò per due notti per la sconfitta di Troia].

Il secondo è l'uso della causa finale già vista, cioè del genitivo seguito da causa o gratia, e in questo caso ha appunto una sfumatura causale.
- Hoc facio vestrae laetitiae gratia. [Faccio questo per la vostra felicità].

Infine, è possibile usare il dativo, che viene detto dativo di fine.
- Achilles vindictae Hectora necavit. [Achille uccise Ettore per vendetta].

### Il complemento di materia
Il complemento di materia indica la materia, la sostanza di cui è fatto un oggetto, una cosa. In latino si può rendere in due modi.
Il primo modo usa il costrutto e, ex seguito dal caso ablativo.
- Simulacrum e marmore vidi. [Vidi una statua di marmo].
- Patenam ex auro donavi. [Ho donato una coppa d'oro].

Il secondo modo usa l'aggettivo corrispondente al sostantivo. 
- Simulacrum marmoreum vidi. [Vidi una statua di marmo].
- Patenam auream donavi. [Ho donato una coppa d'oro].[8]

### Il complemento di estensione
Il complemento di estensione indica quanto lunga, larga, alta è una cosa.
Si costruisce con l'accusativo semplice o con le espressioni patēre in longitudinem (= longus) o patēre in latitudinem (= latus).
- Fossa duodetriginta pedes lata erat. [La fossa era larga ventotto piedi]
- Fines Helvetiorum in longitudinem milia passuum ducenta quadraginta, in latitudinem centum octoginta patebant.[Il territorio degli Elvezi si estendeva in lunghezza duecentoquaranta miglia e in larghezza centottanta]

### Il complemento di età
Il complemento di età esprime l'età di una persona, di un animale o di una cosa.
Si costruisce con l'accusativo plurale (con numerale cardinale) seguito dal participio natus.
- Petrus duodetriginta annos natus Romam ivit [A ventotto anni Pietro andò a Roma]

Si costruisce con l'accusativo singolare (con numerale ordinale aumentato di un'unità), seguito dal participio agens
- Petrus undetricesimum annum agens Romama ivit [A ventotto anni Pietro andò a Roma]

Si costruisce con il genitivo, preceduto dai sostantivi puer, puella, adulescens, vir, mulier, senex, ecc.
- Petrus, adulescens duodetriginta annorum, Romam ivit [A ventotto anni Pietro andò a Roma]

### Il complemento di qualità
Il complemento di qualità indica le doti di una persona, un animale o una cosa.
Si costruisce, sempre accompagnato da un aggettivo, con il genitivo o l'ablativo semplice quando indica qualità morali rispettivamente permanenti o transitorie.
- Appius fuit vehementis ingenii [Appio fu di indole impetuosa]
- Gaius est nunc animo laeto [Adesso Gaio è di animo lieto]

Si costruisce con l'ablativo semplice quando indica qualità fisiche.
- Caesar fuisse traditur excelsa statura et colore candido [Si dice che Cesare fosse di alta satura e di carnagione bianca]

### I complementi di luogo
Il complemento di luogo indica lo spazio dell'azione, e come per l'italiano si divide in quattro tipi.

#### Lo stato in luogo
Il complemento di stato in luogo indica il luogo, reale o figurato, dove si svolge l'azione, rispondendo cioè alla domanda Ubi?. Si esprime con in + ablativo.
- Darius in magna urbe natus est. [Dario nacque in una grande città.]
- Simplex est se in memoria perdere. [È facile perdersi nei ricordi.]

Con i nomi di città e di isola contenente una sola città o molto piccola, rimangono le tracce del caso indoeuropeo chiamato locativo. Se sono nomi singolari di prima e seconda declinazione, vanno in genitivo; se invece sono pluralia tantum o appartengono alla terza declinazione vanno in ablativo semplice. Inoltre, domus (la casa) ha locativo domi, mentre rus (-ruris, n., la campagna) fa ruri ed analogamente humus (la terra) fa humi. Da ricordare anche le espressioni domi bellique e domi militiaeque che significano "in pace e in guerra".
- Romae vivo. [Vivo a Roma.]
- Aenariae pulcherrimum mare est. [A Ischia c'è un bellissimo mare.]
- Si sol fulget, domi non sto. [Se il sole splende, non sto a casa.]
- Agricola ruri agros colit. [Il contadino coltiva i campi in campagna.]

#### Il moto a luogo
Il complemento di moto a luogo indica verso dove si svolge l'azione, rispondendo cioè alla domanda Quo?. Va espresso con l'accusativo preceduto da in se si indica un'entrata, da ad se si indica un avvicinamento.
- In Iovis templum iniit. [Entrò nel tempio di Giove.]
- Hostes ad urbem adpropinquabant. [I nemici si avvicinavano alla città.]

Con i nomi di città, villaggio e piccola isola il moto a luogo va in accusativo semplice, così come per domus e rus.
- Debeo ire Mediolanum. [Devo andare a Milano.]
- Redibo domum vespere. [Tornerò a casa stasera.]
- Haec via rus it. [Questa strada va in campagna.]

#### Il moto da luogo
Il complemento di moto da luogo indica da dove si svolge l'azione, rispondendo cioè alla domanda Unde?. Si esprime con l'ablativo preceduto da a/ab se c'è un allontanamento, e/ex se c'è un'uscita, de se il moto avviene dall'alto verso il basso (a ed e si usano con parole che iniziano per consonante, ab ed ex con quelle per vocale).
- A lacu abiit. [Si allontanò dal lago.]
- Graeci pervenerunt ab oris. [I Greci arrivarono dalle spiagge.]
- Hodie mane vidimus te ex aris exire. [Stamane ti abbiamo visto uscire dagli altari.]
- Improviso e nemore exercitus exiit. [Improvvisamente un esercito uscì dal bosco.]
- Deorum dona de caelo cadunt. [I doni degli dei cadono dal cielo.]

Con nomi di città, villaggio e piccola isola, oltre che con domus e rus, il moto da luogo va in ablativo semplice.
- Rhetor mihi dixit se Bononia venire. [Il retore mi disse di venire da Bologna.]
- Exi domo! [Esci di casa!]
- Plebs rure Romam ivit. [La plebe andò a Roma dalla campagna.]

#### Il moto per luogo
Il complemento di moto per luogo indica per dove si svolge l'azione, rispondendo cioè alla domanda Qua?. Si esprime con per + accusativo, anche con i nomi di città e piccola isola, e con domus e rus. Questo costrutto è di solito usato anche per il moto in luogo circoscritto.
- Per flumen ivi. [Andai per il fiume.]
- Quaesivi sororem meam per totam Romam. [Cercai mia sorella per tutta Roma.]
- Lucius per bibliothecam vagabatur. [Lucio vagava per la biblioteca.]
- Per rus multis militibus occucurri. [Per la campagna mi imbattei in molti soldati.]
- Transeo per domum. [Passo per la casa.]

Con nomi che indicano un passaggio obbligato, come quelli di una via, di una strada, di una porta, un ponte, un senitiero il moto per luogo va in ablativo semplice.
- Transii Porta Capuana. [Passai per Porta Capuana.]
- Mei amici transiērunt via Sacra et ponte Sublicio [I miei amici passarono per la via Sacra e il ponte Sublicio]

#### Osservazioni
Se il complemento di luogo è accompagnato da un appellativo e questo è solo, tanto il nome proprio quanto l'appellativo, che gli fa da apposizione, seguono la regola generale.
- Sum in urbe Florentia (Venetiis, Mediolano), in insula Rhodo. [Vivo nella città di Firenze (Venezia, Milano), nell'isola di Rodi]

Se con l'appellativo vi è un aggettivo, si formano due complementi: l'uno, che precede, è del nome proprio di città, villaggio, isola piccola, per il quale si applica la regola che gli è propria; l'altro, formato dall'appellativo e dall'aggettivo, segue la regola dei nomi comuni.
- Vivo Mediolani, in pulchra urbe.[Vivo a Milano, nella bella città]

Anche il sostantivo rus, se accompagnato, segue la regola generale: in....rure (stato in luogo); in....rus (moto a luogo), e....rure (moto da luogo).

### I complementi d'origine e allontanamento
Il complemento d'origine indica l'origine di qualcosa, mentre quello d'allontanamento l'allontanarsi da qualcosa. Vengono resi allo stesso modo del moto da luogo, cioè con a/ab, e/ex, de + ablativo.
- Philippus a parva urbe venibat. [Filippo proveniva da una piccola città].
- E monte abeo. [Mi allontano dal monte.]
- Libera eas de ore leonis. [Liberali dalla bocca del leone][9]

### I complementi di tempo
Il complemento di tempo esprime il tempo dell'azione, e si distingue in determinato e continuato.

#### Il tempo determinato
Esprime il momento dell'azione, e si rende con l'ablativo semplice.
- Cras mane statuam. [Deciderò domattina.]
- Die vigilamus, nocte dormimus. [Di giorno vegliamo, di notte dormiamo.]

Nel latino ecclesiastico il tempo determinato è generalmente reso con in e l'ablativo.
- In illo tempore, dixit Dominus discipulis suis... [In quel tempo, disse il Signore ai suoi discepoli...][10].[11]

#### Il tempo continuato
Indica che l'azione ha una certa durata. Si esprime con l'accusativo semplice o preceduto dalla preposizione per.
- Sex menses dictator fuit. [Fu dittatore per sei mesi.]
- Dormivi duas noctes duosque dies. [Ho dormito per due notti e due giorni.]

#### Altre espressioni di tempo
"Quanto tempo fa?". Si traduce con abhinc e l'accusativo.
- Amici abhinc menses octo profecti sunt [Gli amici sono partiti otto mesi fa]

"Fra quanto tempo?". Si traduce con post o ad e l'accusativo.
- Post (ad) tres dies Romam ibo. [Andrò a Roma fra tre giorni]

"Ogni quanto tempo?". Si traduce con l'ablativo semplice singolare: si esprime col pronome quisque, ogni, (ablativo quoque, quaque), posposto al numerale ordinale aumentato di un'unità. 
- Quarto quoque anno [Ogni tre anni]

"Per quando?". Si traduce con in o, più raramente, con ad e l'accusativo.
Incontriamo quindi le seguenti espressioni: in crastinum diem (per domani); in annum (per l'anno seguente); ad diem dictam (per il giorno fissato); in multam noctem (fino a tarda notte); in posterum diem (per il giorno seguente), ecc.
Nel Calendario romano si usavano gli avverbi pridie e postridie seguiti dall'accusativo per indicare rispettivamente il giorno precedente e quello seguente le date fisse: Kalendae (Calende), Nonae (None), Idus (Idi).
- Pridie Kalendas Apriles [Il giorno precedente le calende di aprile] (31 marzo)
- Postridie Idus Februarias [Il giorno seguente le Idi di febbraio] (14 febbraio)

### Il complemento di paragone
Nelle comparazioni il secondo termine di paragone - il complemento di paragone- può essere indifferentemente espresso con quam e il caso del primo termine o con l'ablativo:
- Cervi velociores sunt quam canes'' [I cervi sono più veloci dei cani'']
- Cervi canibus velociores sunt

È d'obbligo la costruzione con quam:
Quando si paragonano due verbi 
- Facilius est reprehendere quam facere' [è più facile criticare che fare])

Quando il primo termine si trova in caso obliquo, cioè genitivo, dativo e ablativo
- Romulus multitudini gratior fuit quam patribus [Romolo fu più grato alla moltitudine che ai padri]

Si usa l'ablativo nei seguenti casi:
Sempre quando rappresentato da un pronome relativo
- Virtutem diligamus, qua nihil est praestantius [Amiamo la virtù, della quale nulla è più bello]

Di preferenza in frasi negative o di senso negativo (interrogative retoriche) 
- Nihil est virtute amabilius [Nulla è più amabile della virtù]

In certe espressioni di significato generico: opinione, spe celerius [più presto di quanto si poteva credere o sperare]; plus aequo, plus solito, ecc. [più del giusto, più del solito, ecc.]; exspectatione maior o minor [maggiore o minore di quanto ci si poteva aspettare]; ecc.

### Il complemento di colpa
Il complemento di colpa indica la colpa di cui uno è accusato.
- Il complemento è retto da verbi di accusa come accusare, arguěre, insimulare (accusare, incolpare), convincere e coarvocare (convincere); arcessěre, postulare, reum facěre, in ius vocare (chiamare in giudizio, processare). Si rende con il genitivo.

Esempio: Miltiades proditionis accusatus est [Milziade fu accusato di tradimento])
- Alcune espressioni preferiscono de con l'ablativo invece del genitivo: de veneficiis (veneficii; di veneficio); de repetundis (repetundarum, di estorsione); de maiestate (maiestatis; di lesa maestà); de ambitu (ambitus; di broglio elettorale); de vi (di violenza).

### Il complemento di pena
Il complemento di pena è retto da verbi che denotano la "pena" come damnare, condemnare, multare (condannare), absolvere e liberare (assolvere).
Se la pena è generica si usa il genitivo. 
- Antiquitus feneratores multabantur dupli vel tripli quam furati erant [Anticamente gli usurai venivano condannati al doppio o al triplo di quello che avevano rubato]

Se la pena è determinata si usa l'ablativo
- Cimon decem annorum exsilio damnatus est [Cimone fu condannato all'esilio di dieci anni].

Sono da ricordare le seguenti espressioni: damnare capite o capitis (condannare a morte); damnare ad metalla (condannare ai lavori forzati nelle miniere; damnatio ad metalla); damnare ad bestias (condannare ad essere sbranato dalle fiere; damnatio ad bestias). Altre pene inflitte, tra i summa supplicia, erano la "damnatio in crucem" (crocifissione) e la "ad furcam damnatio" (impiccagione).

### Il complemento di stima
Il complemento di stima si ha con i verbi che denotano stima, per lo più morale, oppure valore commerciale, come aestimare, facěre, putare, habēre, ducěre, stimare, come pure stare o esse nel senso di "valere".
Si usa il genitivo quando il grado di stima è espresso in forma indeterminata: tanti (tanto); quanti (quanto); tantidem (altrettanto); nihili (niente), minimi (pochissimo); plurimi (moltissimo); pluris (più); minoris (meno); magni (molto; errato: multi); parvi (poco; errato: pauci). In latino il grado di stima deve essere sempre espresso. 
- Te magni duco [ti stimo]

Si usa l'ablativo quando la stima è determinata.
- Lis centum talentis aestimatur [La multa è stimata cento talenti]

### Il complemento di prezzo
Il complemento di prezzo indica il prezzo di una cosa e si ha con verbi di significato commerciale quali: vendĕre (vendere); venire (da veneo = essere venduto); stare o constare (costare); habitare (pagare di pigione); conducĕre (prendere in affitto); locare (dare in affitto); redimĕre (riscattare); licēre (essere messo in vendita); licēri (fare un'offerta all'asta per qualche cosa). Il complemento si rende sempre con l'ablativo tranne che con cinque aggettivi che richiedono il genitivo: tanti, tantidem, quanti, pluris, minoris.
- Emi domum sestertiis quindecim [Comprai la casa a quindicimila sesterzi]
- Multo sanguine ac vulneribus ea victoria stetit [Quella vittoria costò molto sangue e ferite]
- Emit homo locŭples domum tanti, quanti Pythius voluit [L'uomo ricco comprò la casa al prezzo che (tanto, quanto) volle Pizio]

### Il complemento di abbondanza e privazione
Il complemento di abbondanza ed il complemento di privazione si rende con l'ablativo della cosa di cui si abbonda o si è privi.
Si trova con vari verbi ed aggettivi, quali ad esempio: abundo (abbondo); careo (manco); compleo (riempio); cumulo (colmo); egeo (ho bisogno); fraudo (derubo); indigeo (ho bisogno); orbo (privo); privo (privo); repleo (riempio); spolio (spoglio); expers (privo); instructus (fornito); locŭples (ricco); onustus (ricco); orbus (privo); plenus (pieno); praeditus (fornito); refertus (pieno zeppo); replētus (pieno); uber (fertile).
- Homo refertus pecuniā erat [Quell'uomo era ben fornito di denaro]
- Pueri cibo indigent [I fanciulli hanno bisogno di cibo]

### Il complemento di esclusione
Il complemento di esclusione indica la persona o la cosa senza la quale si compie l'azione espressa dal verbo.
Si traduce con sine e l'ablativo, con praeter (eccetto) e l'accusativo o con il participio exceptus (eccettuato) accordato in ablativo assoluto con il sostantivo.
- Sine meā sorore eram [ero senza mia sorella'']
- Praeter me omnes id sciunt [eccetto me tutti lo sanno]
- Me excepto omnes id sciunt [eccetto me tutti lo sanno]

### Il complemento di distanza
Il complemento di distanza si esprime con i verbi absum, sono lontano e disto, sono distante, e si costruisce:
- il termine da cui si determina la distanza si pone in accusativo o in genitivo dopo gli ablativi intervallo e spatio;
- il luogo da cui si calcola la distanza si esprime con a, ab e l'ablativo, anche se si tratta di un nome proprio di città.
- Hadrumetum abest a Zama milia passuum trecenta [Adrumeto dista da Zama trecento miglia]

Sono da notare le seguenti espressioni: abesse septem, decem dierum iter [essere lontano sette, dieci giorni di cammino; letteralmente:"un cammino di sette, dieci giorni," ecc.]; ad tertium (quartum, quintum, ecc.) lapidem castra habuēre [si accamparono a tre, (quattro, cinque) miglia; propriamente: "alla terza pietra miliare"].

### Il complemento di sostituzione o scambio
Il complemento di sostituzione o scambio indica qualcosa o qualcuno che viene sostituito al posto di un altro. In latino si rende con pro e l'ablativo.
- Pro collegio respondit [Rispose a nome del collegio]
- Pro meo fratre ivi [Andai al posto di mio fratello]

### Il complemento di misura
Il complemento di misura sta ad indicare di quanto differiscono tra loro i due termini di confronto. Si rende con l'ablativo. La misura può essere indeterminata (biennio, triennio, decem annis, multis annis, dimidio, la metà, etc.) o determinata (multo, tanto, quanto, aliquanto, quo, di quanto, eo, di tanto, nihilo, di nulla).
- Sol multis partibus maior est quam terra [Il sole supera di molte volte la terra]
- Iter multo difficilius fuit [Il cammino fu molto più difficile]